# فيلينا (اختلال ضال)
«فيلينا» (بالإنجليزية: Felina)‏ هو خاتمة مسلسل الدراما التليفزيونية الدرامية الأمريكية اختلال ضال. إنها الحلقة السادسة عشر من الموسم الخامس والحلقة رقم 62 عمومًا من المسلسل. كتب الحلقة وأخرجها منشئ المسلسل فينس غيليغان، تم بث الحلقة النهائية لأول مرة على إيه إم سي في الولايات المتحدة وكندا في 29 سبتمبر 2013. تلاها فيلم تكميلي، إل كامينو: بريكنغ باد موفي، والذي تم توفيره على نتفليكس على 11 أكتوبر 2019.
تتضمن الحبكة هروب والت من مطاردة على الصعيد الوطني له من أجل العودة إلى نيو مكسيكو وتسليم الأرباح المتبقية من إمبراطورية الميثامفيتامين غير القانونية إلى عائلته. كما أنه ينتقم من عصابة الأخوة الأرية الذين أخذوا أمواله وقتلوا صهره هانك وأسروا جيسي وشكلوا تهديدًا لعائلته. يعرف والت أن سرطان الرئة سيقتله قريبًا، ويعيد زيارة معارفه السابقين لتسوية شؤونه وإعداد نفسه للصراع، وفي النهاية وفاته.
عند بثها، قوبلت حلقة «فيلينا» بإشادة واسعة من النقاد. وصفها العديد من النقاد بأنها واحدة من أعظم نهائيات المسلسلات في كل العصور.

## وصلات خارجية
- «فيلينا» على قاعدة بيانات الأفلام على الإنترنت (بالإنجليزية)